# David Trueba
David Trueba (ur. 10 września 1969 w Madrycie) – hiszpański reżyser i scenarzysta filmowy, a także powieściopisarz. Młodszy brat reżysera Fernando Trueby i wuj Jonása Trueby.

## Życiorys
Studiował dziennikarstwo na Uniwersytecie Complutense w Madrycie. Po swoim debiucie scenariopisarskim wyjechał na studia do American Film Institute w Los Angeles. Współtworzył scenariusze do filmów swojego brata, Fernando, m.in. Zbyt wiele (1995) czy Dziewczyna marzeń (1998).
Zadebiutował jako reżyser nagradzanym komediodramatem Dobre życie (1996). Później nakręcił takie filmy, jak m.in. Dzieło (2000), Żołnierze spod Salaminy (2003), Witaj w domu (2006), Madryt, 1987 (2011) czy Żarty i papierosy (2023).
Jego największy sukces reżyserski to komediodramat Łatwiej jest nie patrzeć (2013), który zdobył sześć nagród Goya, w tym za najlepszy film roku, reżyserię i scenariusz. Obraz został również oficjalnym hiszpańskim kandydatem do Oscara dla najlepszego filmu nieanglojęzycznego, ale ostatecznie nie zdobył nominacji.
Trueba jest uznanym autorem sześciu powieści: Abierto toda la noche (1995), Cuatro amigos (1999), Saber perder (2008), Blitz (2015), Tierra de campos (2017) i Queridos niños (2021).